# Dinastia Pala de Kamarupa
La dinastia Pala se Kamarupa fou la nissaga que va governar el regne de Kamarupa (Assam) vers el 900 al segle xii. Com la dinastia Pala de Bengala, el primer governant d'aquesta dinastia va ser elegit, el qual probablement explica el nom "Pala" per aquesta dinastia. Però a diferència dels Pales de Bengala, que eren budistes, els Pales de Kamarupa eren Hinduistes. Com a ortodoxos hindús van traçar el seu llinatge de l'antiga dinastia Barman i, per tant, de Narakasura (el fill sobrehumà de la deessa de la Terra Bhudevi o Bhumi i de Varaha, tercer avatar de Vixnu.
La dinastia Pala va acabar quan Kamarupa va ser envaïda pel rei de Gauda (o Gaur) de la dinastia Pala de Bengala, Ramapala (vers 1072-1126). Timgyadeva va ser designat governador de Kamarupa i va dirigir el país entre el 1110 i el 1126. Timgyadeva es va lliurar del jou del rei Pala i va governar de manera independent per alguns anys fins que fou atacat i reemplaçat per Vaidyadeva, en el regnat de Kumarapala (fill i successor de Ramapala, vers 1130 - 1140). Vaidyadeva, que va governar vers 1136 va declarar la independència al quart any del seu govern, a la mort de Kumarapala. Ambdós Timgyadeva i Vaidyadeva va fer donacions en l'estil dels reis de Kamarupa (tres plats de coure agregats al segell dels reis de Kamarupa per un anell). Sembla que entre la meitat del segle xii i el primer quart del XIII els Pala foren suplantats per uns reis d'una nou llinatge descendents o emparentats a Vaidyadeva.

## Governants
- Brahma Pala/Brahmapaal (900-920)
- Ratna Pala/Ratnapaal (920-960) (fill)
- Indra Pala/Indrapaal (960-990) (net de Brahmapaal)
- Go Pala/Gopaal (990-1015) (fill)
- Harsha Pala/Harxapaal (1015-1035) (fill)
- Dharma Pala/Dharmapaal (1035-1060) (fill)
- A Gauda (1060-1075)
- Jaya Pala/Jayapaal		 1075-1110 (fill)
- Tymgiadeb (Timeyadeva), virrei 1110-1126, rei 1126-1136
- Baidyadeb (Vaidyadeva), virrei	1136-1140, rei 1140-1145
- Rayarideva/Rayaarideb		 1145- ?
- Udayakarna		 ? - ? (fill)
- Vallabhadeva/Ballabhadeb ? - ? (fill)
- Vishvasundaradeva/Bishwasundradeb ?